# Peggy Shannon

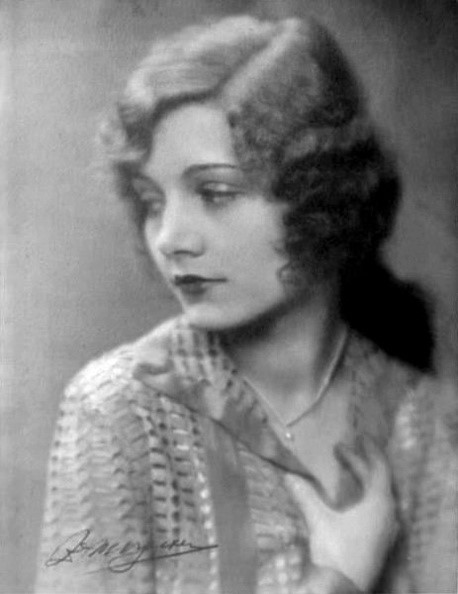
Peggy Shannon in den 1920er-Jahren

Peggy Shannon (* 10. Januar 1907 in Pine Bluff, Arkansas als Winona Sammon; † 11. Mai 1941 in Los Angeles, Kalifornien) war eine US-amerikanische Schauspielerin. Shannon begann ihre Laufbahn 1924 als Tänzerin der Ziegfeld Follies, ehe sie eine Karriere am Broadway begann. Ihre erste Filmrolle erhielt Shannon 1930 bei Paramount Pictures. Das Studio plante, die junge Schauspielerin als It-Girl und Nachfolgerin von Clara Bow aufzubauen. 1932 wechselte Shannon zu 20th Century Fox. In den folgenden zehn Jahren wirkte sie in fast 40 Filmproduktionen mit. Bekanntheit erlangte hierbei vor allem ihre Hauptrolle in Deluge, einem Vorreiter des modernen Katastrophenfilms. Shannons letzte Lebensjahre waren von ihrem starken Alkoholismus geprägt, der sich auch negativ auf ihre Karriere auswirkte und diese 1940 schließlich beendete. Im darauffolgenden Jahr starb Peggy Shannon mit nur 34 Jahren an den Folgen ihrer Sucht.

## Privatleben

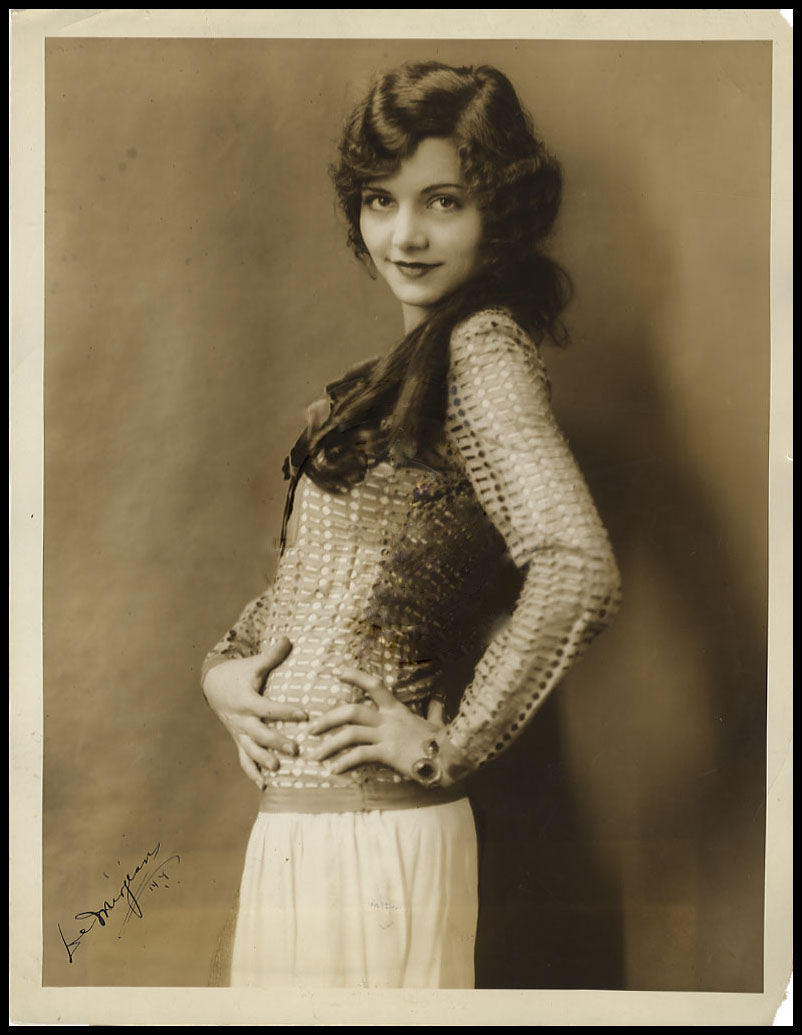
Peggy Shannon (zwischen 1923 und 1928)

Peggy Shannon wurde als älteres von zwei Kindern von Edward und Nannie Sammon im Obergeschoss des Ladens ihres Vaters in der Innenstadt von Pine Bluff geboren. Sie besuchte die katholische Mädchenschule Sacred Heart Convent School und anschließend die Pine Bluff High School. Durch die damalige Kinderdarstellerin Madge Evans kam Shannon bereits früh auf die Idee, später eine Karriere als Schauspielerin einzuschlagen.
1926 heiratete sie den Schauspieler Alan Davis. Im Laufe der 1930er Jahre verfiel Shannon zusehends dem Alkoholismus. Im Juli 1940 trennte sie sich von Alan Davis, der ihr gegenüber laut eigener Aussage mehrfach gewalttätig geworden sein soll. Noch im selben Jahr heiratete Shannon den Kameramann und Schauspieler Albert G. Roberts, was ihr so kurz nach der Scheidung von Davis Kritik einbrachte. Das Paar lebte in einem Appartement in North Hollywood.
Am 11. Mai 1941 wurde Peggy Shannon nach einem Angelausflug von ihrem Ehemann Roberts und befreundeten Mitarbeitern des Filmstudios tot in der gemeinsamen Wohnung des Ehepaares aufgefunden. Sie saß gebeugt über den Küchentisch, in ihrer Hand ein leeres Glas. Todesursache war ein Herzinfarkt sowie eine Lebererkrankung, ausgelöst durch Shannons jahrelangen Alkoholismus. Sie wurde auf dem Hollywood Forever Cemetery beigesetzt. Shannons Grabstein trägt neben ihrem Namen und den Lebensdaten die Inschrift „That Red Headed Girl“. Fälschlicherweise wurde bei der Inschrift jedoch das Geburtsjahr mit 1910 angegeben.
Nur drei Wochen nach Shannons Tod beging ihr Witwer Albert G. Roberts in der Küche der gemeinsamen Wohnung Suizid, in der seine Frau tot aufgefunden wurde. Er hatte sich mit seinem Jagdgewehr im selben Stuhl erschossen, in dem auch Shannon zum Zeitpunkt ihres Todes saß. Er hinterließ einen Abschiedsbrief mit den Worten:

„Ich bin sehr verliebt in meine Frau Peggy Shannon. An dieser Stelle ist sie gestorben, also werdet ihr mich in Ehrfurcht vor ihr an derselben Stelle finden.“

Roberts hatte in den Wochen zuvor mehreren Personen in seinem Umfeld einen möglichen Freitod angedeutet und litt in der Zeit nach Shannons Tod an Paranoia. Er wurde nicht neben seiner Frau bestattet, sondern fand seine letzte Ruhe stattdessen auf dem Forest Lawn Memorial Park im kalifornischen Glendale. Peggy Shannons Mutter ließ später aufgrund von Zweifeln an der Todesursache ihrer Tochter mehrere Privatdetektive und Anwälte für Ermittlungen anheuern, die jedoch ins Leere verliefen.
Peggy Shannons Exmann Alan Davis hatte ebenfalls kein langes Leben: Er starb am 11. Dezember 1943 im Alter von 41 Jahren an einem Lungenabszess.

## Karriere

### Laufbahn am Broadway
Peggy Shannon wurde bei einem Besuch ihrer Tante in New York im Jahr 1923 von Florenz Ziegfeld junior als Chormädchen entdeckt. Im Oktober desselben Jahres erhielt sie bis zum Mai 1924 ein Engagement als Tänzerin bei den Ziegfeld Follies im bekannten New Amsterdam Theatre, was ihr erste Rollen als Schauspielerin am Broadway bescherte.
1925 wurde Shannon zur Miss Coney Island gewählt, was ihr auch außerhalb der Theaterszene zu Bekanntheit verhalf. Sie äußerte den Wunsch, zukünftig in ernsten Rollen zu spielen. Seit 1927 war die Schauspielerin in kleinen Rollen in Stücken wie Piggy, What Ann Brought Home und High Gear zu sehen, bei denen es sich jedoch um Komödien handelte. Erst 1929 spielte sie in Now-a-Days ihre erste Rolle in einem dramatischen Stück, gefolgt von Cross Roads im selben Jahr.
Nach 1931 war Shannon aufgrund ihrer Filmkarriere für drei Jahre nicht in Bühnenstücken zu sehen. 1934 kehrte sie für das Stück Page Miss Glory an den Broadway zurück. Im folgenden Jahr sollte Shannon die Hauptrolle in der Broadway-Aufführung von  The Light Behind the Shadow übernehmen, wurde jedoch aufgrund ihres schlechten Benehmens sowie ihrer Alkoholsucht durch eine andere Schauspielerin ersetzt. In offiziellen Meldungen des Theaters hieß es, Shannon sei aufgrund einer Zahninfektion ausgefallen.
Nach dem Misserfolg bei The Light Behind the Shadow war Shannons Bühnenkarriere zu Ende. Ihren letzten Auftritt hatte sie im Februar 1936 in der Rolle der Kitty Linderman im Drama Alice Takat.

### Filmkarriere

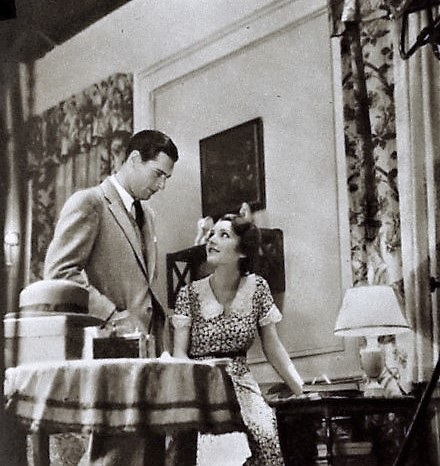
Peggy Shannon mit Richard Arlen beim Dreh von The Secret Call (1931)

Während einer Aufführung am Broadway wurde Shannon 1927 vom Filmproduzenten B. P. Schulberg entdeckt und bei Paramount Pictures unter Vertrag genommen. Ihre ersten kleinen Rollen spielte sie 1930 und 1931 in den drei Kurzfilmen The Gob, Opening Night und The Meal Ticket. In Hollywood angekommen wurde sie als neues It-Girl vermarktet und vom Studio als Nachfolgerin von Clara Bow aufgebaut. Im 1931 erschienenen Film The Secret Call ersetzte Shannon sogar Bow in der weiblichen Hauptrolle, nachdem diese wegen eines Nervenzusammenbruchs ausfiel. Obwohl sie nie den Bekanntheitsgrad Clara Bows erreichte und somit auch nicht deren „Nachfolge“ antrat verhalf der Film Shannon zu einer Karriere als Filmschauspielerin, die mehrere Jahre lang erfolgreich andauern sollte. 1932 wechselte sie von Paramount Pictures zu 20th Century Fox.
In den folgenden Jahren spielte Shannon die Hauptrolle in einer Vielzahl von Produktionen der Fox-Studios, von denen die meisten dem Genre des B-Movies zuzuordnen sind. Alleine bis 1934 war sie in 13 solcher Produktionen zu sehen. Einen ihrer bekanntesten Filmauftritte hatte Shannon 1933 als Claire Arlington im Katastrophenfilm Deluge, in dem New York durch eine Flutwelle zerstört wird. Der Film zählt zu den ersten seiner Art und wurde vor allem wegen seiner aufwendigen Effekte gelobt. Produzent war RKO Pictures, an die sie von 20th Century Fox ausgeliehen worden war.
Shannon galt am Set als schwierig und temperamentvoll. Laut ihren Schauspielkollegen soll sie teilweise bis zu 16 Stunden am Tag mit Dreharbeiten an mehreren Filmen gleichzeitig beschäftigt gewesen sein. Zeitgleich stattfindende Dreharbeiten für zwei Filme sollen bei ihr normal gewesen sein. In der Filmszene kamen erste Gerüchte auf, laut denen Shannon an Alkoholismus leiden würde. Tatsächlich verschlechterte sich ihr Gesundheitszustand in der Folgezeit.
1936 drehte Shannon mit dem Drama Youth on Parole ihren ersten Film seit dem missglückten Neustart am Broadway. In der Folgezeit war sie jedoch nur noch selten in tragenden Rollen zu sehen. Die Schauspielerin selbst gab an, trotz ihrer Arbeit nicht voranzukommen und von den Studios in schlechten Rollen besetzt zu werden.
Nachdem sich ihre Sucht verstärkte erhielt Shannon immer weniger wichtige Filmangebote. So wurde ihre Rolle als Mrs. Jones in der 1939 erschienenen Komödie Die Frauen nicht einmal im Abspann genannt. Eine letzte größere Rolle spielte Shannon 1940 als Mutter von Mickey Henry (Robert Blake) im Die kleinen Strolche-Kurzfilm All About Harsh. Ihren letzten Auftritt hatte im selben Jahr im Western Triple Justice.

## Wirken
Peggy Shannon galt zu Lebzeiten als bekannteste Tochter Pine Bluffs. Nach der Premiere ihres Films The Secret Call im Juli 1931 rief der damalige Bürgermeister der Stadt den 14. Juli als Peggy Shannon Day aus. Im Rahmen eines 1992 ins Leben gerufenen Projekts des Pine Bluff Downtown Development wurden die Wände von Gebäude der Innenstadt Pine Bluffs mit Wandmalereien verziert. 2002 fertigte der ortsansässige Künstler Michael Wojczuk eine Wandmalerei mit dem Titel Two Who Shaped the Movies, die neben dem Kameramann Freeman Owens und dem Schauspieler Max Aaronson als Hauptmotiv auch ein Abbild Peggy Shannons auf einem Filmband zeigt.

## Filmografie
- 1930: The Gob (Kurzfilm)
- 1931: Opening Night (Kurzfilm)
- 1931: The Meal Ticket (Kurzfilm)
- 1931: The Secret Call
- 1931: Silence
- 1931: The Road to Reno
- 1931: Touchdown
- 1932: This Reckless Age
- 1932: Hotel Continental
- 1932: Society Girl
- 1932: The Painted Woman
- 1932: False Faces
- 1933: Girl Missing
- 1933: Deluge
- 1933: Devil’s Mate
- 1933: Turn Back the Clock
- 1933: Fury of the Jungle
- 1934: The Back Page
- 1935: Night Life of the Gods
- 1935: Fighting Lady
- 1935: The Case of the Lucky Legs
- 1936: The Man I Marry
- 1936: Ellis Island
- 1937: Romancing Along
- 1937: Youth on Parole
- 1938: Girls on Probation
- 1939: Blackwell’s Island
- 1939: The Adventures of Jane Arden
- 1939: Fixer Dugan
- 1939: Die Frauen (The Women)
- 1939: Day for a Day
- 1939: The Amazing Mr. Williams
- 1939: Cafe Hostess
- 1940: The House Across the Bay
- 1940: All About Hash (Kurzfilm)
- 1940: Triple Justice

## Auftritte am Broadway
Quellen: Internet Broadway Database, Playbill
- 1923–1924: Ziegfeld Follies of 1923 (New Amsterdam Theatre)
- 1927: Piggy (Royale Theatre, Chanin’s 46th Street Theatre)
- 1927: What Ann Brought Home (Wallack’s Theatre)
- 1927: High Gear (Wallack’s Theatre)
- 1928: Back Here (Klaw Theatre)
- 1929: Now-a-Days (Forrest Theatre)
- 1929: Cross Roads (Morosco Theatre)
- 1929–1930: Damn Your Honor (Cosmopolitan Theatre)
- 1930–1931: Life is Like That (Little Theatre)
- 1931: Napi (Longacre Theatre)
- 1934–1935: Page Miss Glory (Mansfield Theatre)
- 1936: Alice Takat (John Golden Theatre)